# West Arm
Der West Arm ist eine felsige Landspitze an der Mawson-Küste des ostantarktischen Mac-Robertson-Lands. In der Holme Bay stellt sie die westliche Begrenzung des Horseshoe Harbour dar.
Norwegische Kartografen kartierten sie grob anhand von Luftaufnahmen, die bei der Lars-Christensen-Expedition 1936/37 entstanden. Weitere Luftaufnahmen wurden bei der US-amerikanischen Operation Highjump (1946–1947) erstellt. Eine Mannschaft um den australischen Polarforscher Phillip Law, der die Landspitze deskriptiv nach ihrer geografischen Lage benannte, besuchte sie am 5. Februar 1954.